# Det är så jag säger det
Det är så jag säger det, uitgebracht op 28 oktober 2002, is het tweede album van de Zweedse artiest Håkan Hellström. Vertaald naar het Nederlands zou de titel: "Dat is hoe ik het zeg" zijn.

## Tracklist
1. Mitt Gullbergs Kaj Paradis (Gullbergs kade, mijn paradijs)
2. Förhoppningar Och Regnbågar (Hoop en regenbogen)
3. Den Fulaste Flickan I Världen (Het lelijkste meisje van de wereld)
4. Kom Igen Lena! (Kom op Lena!)
5. Här Kommer Lyckan För Hundar Som Oss (Hier komt geluk voor honden als wij)
6. Rockenroll, Blåa Ögon - Igen (Rock-'n-roll, blauwe ogen - opnieuw)
7. Gråsparven När Hon Sjunger (De mus zoals hij zingt)
8. Minnen Av Aprilhimlen (Herinneringen aan de april-lucht)
9. Mississippi Kan Vänta (Mississippi kan wachten)
10. Det Är Så Jag Säger Det (Dat is hoe ik het zeg)